# 刘秩
劉秩（？—？），字柞卿，唐朝徐州彭城县人。劉藏器之孙，刘知几第四子。
历史学家，著名政书《政典》作者。唐玄宗、唐肃宗時担任史官，有專書《政典》，后佚，不少内容載於杜佑《通典》。